# У важкий час
У важкий час (рос. В трудный час) — радянський художній фільм 1961 року, знятий на Кіностудії ім. М. Горького.

## Сюжет
1941 рік. Тесляр-сибіряк Кузьма Кройков (Володимир Кашпур) прибув до Москви в складі стрілецької роти. У шерензі бійців він пройшов по вулицях нічної Москви і в підмосковному селі познайомився з Варварою Окновою (Світлана Харитонова). Рішуча, висока і красива вона підкорила його серце. Але незабаром почалися затяжні страшні бої за Москву…

## У ролях
- Володимир Кашпур — Кузьма Кройков
- Світлана Харитонова — Варвара Окнова
- Юрій Назаров — Петро Котельников
- Ніна Магер — Оля Котельникова
- Володимир Заманський — Парфентьєв, політрук
- Ігор Кваша — Сеня
- Тетяна Гаврилова — Ніна
- Ігор Охлупін — Міша
- Лідія Савченко — Таня
- Геннадій Сайфулін — Зінялкін
- Валентина Бєляєва — мати вбитого
- Євген Євстигнєєв — сусід Ольги, панікер
- Маргарита Корабельникова — епізод
- Олексій Миронов — епізод
- Данило Нетребін — солдат
- Ніна Сазонова — епізод
- Володимир Сальников — Мілкін
- Микола Смирнов — капітан
- Любов Соколова — колгоспниця
- Віктор Філіппов — солдат
- Петро Любешкін — епізод
- Валентин Грачов — епізод
- Сайдік Чаадаєв — епізод
- Станіслав Міхін — солдат
- Михайло Семеніхін — солдат
- Володимир Марченко — сусід

## Знімальна група
- Режисер — Ілля Гурін
- Сценарист — Євген Габрилович
- Оператор — Міліца Богаткова
- Композитор — Василь Соловйов-Сєдой
- Художник — Сергій Серебреніков